# مصادم إلكترون-بوزيترون الكبير

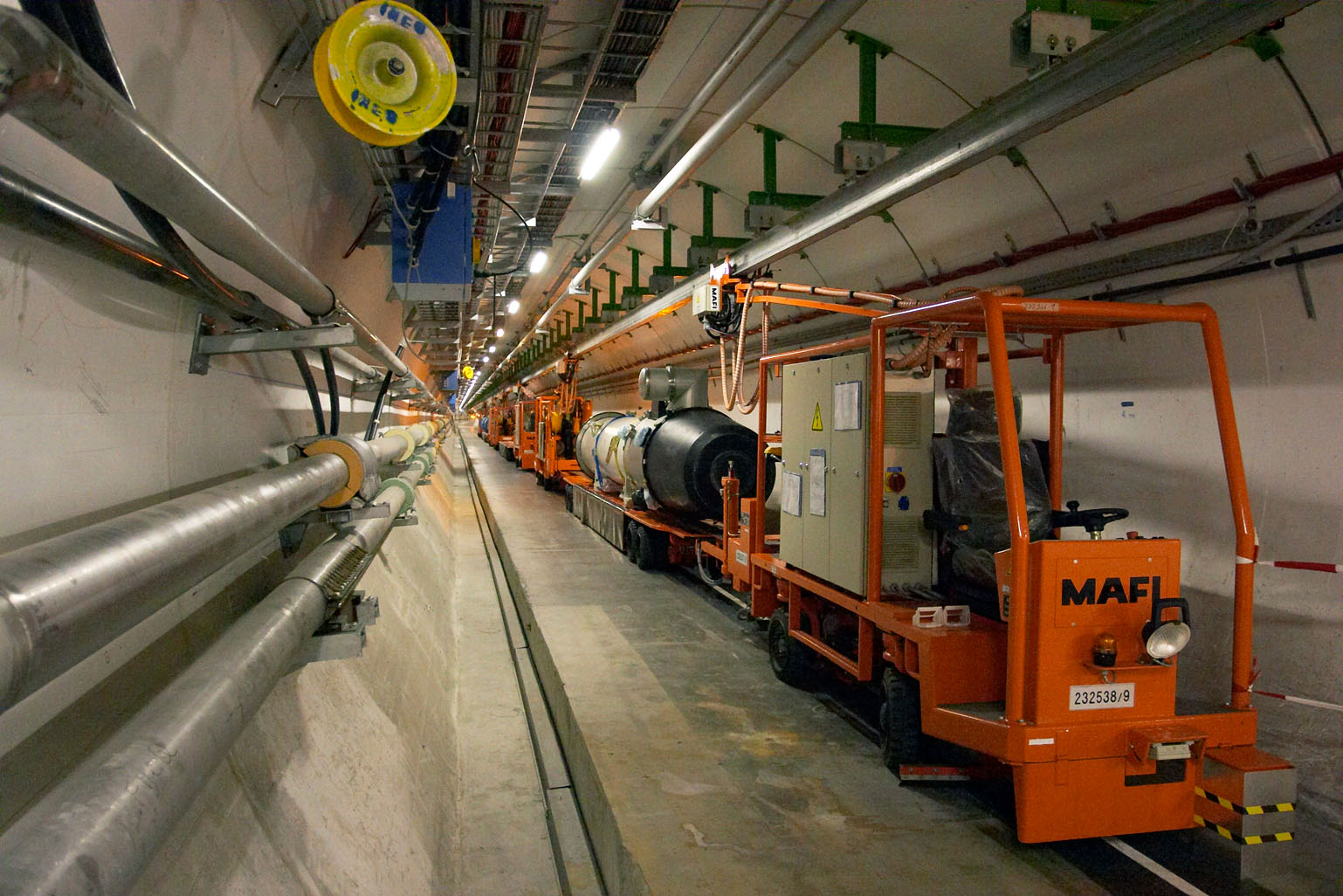
قناة مصادم إلكترون-بوزيترون السابقة في سرن وقد امتلئت بالمغناطيس لأغراض مصادم الهدرونات الكبير

مصادم إلكترون-بوزيترون الكبير (اختصاره LEP) هو أحد أكبر معجلات الجسيمات التي بنيت إلى الآن. وقد بني هذا المصادم على شكل أنبوب دائري في محيط طوله 27 كم (17 ميل) وعلى عمق 175م (574 ق) تحت الحدود الفرنسية السويسرية بالقرب من مدينة جنيف في مركز سرن وهو مركز متعدد الجنسيات لخدمات أبحاث الذرة وفيزياء الجسيمات. وقد استخدم من الفترة 1989 حتى 2000. يعتبر المصادم من أقوى معجلات الليبتون بني إلى اليوم.

## التأريخ
ابتدأ مصادم إلكترون-بوزيترون الكبير LEP عند تشغيله في أغسطس 1989 بتسريع اللإلكترونات والبوزيترونات إلى إجمالي طاقة 45 إلكترون فولت لكل منهم ليتمكن من إنتاج بوزونات زد حيث مقدارها يصل إلى 91 إلكترون فولت. وقد حسّن المصادم بعد ذلك ليتمكن من إنتاج زوج من بوزون دبليو كتلة كل منهما 80 إلكترون فولت. وقد وصلت طاقة المصادم قمتها عند 209 إلكترون فولت أواخر سنة 2000. تمكن المصادم حسب معامل لورنتز (= طاقة الجسيم\الكتلة الساكنة = [104.5 GeV/0.511 MeV]) من الوصول إلى سرعة 200,000 وهي قريبة جدا من حدود سرعة الضوء. ولكن المصادم اغلق أواخر 2000 وفكك لافساح المجال في القناة لبناء مصادم الهدرونات الكبير

## التشغيل

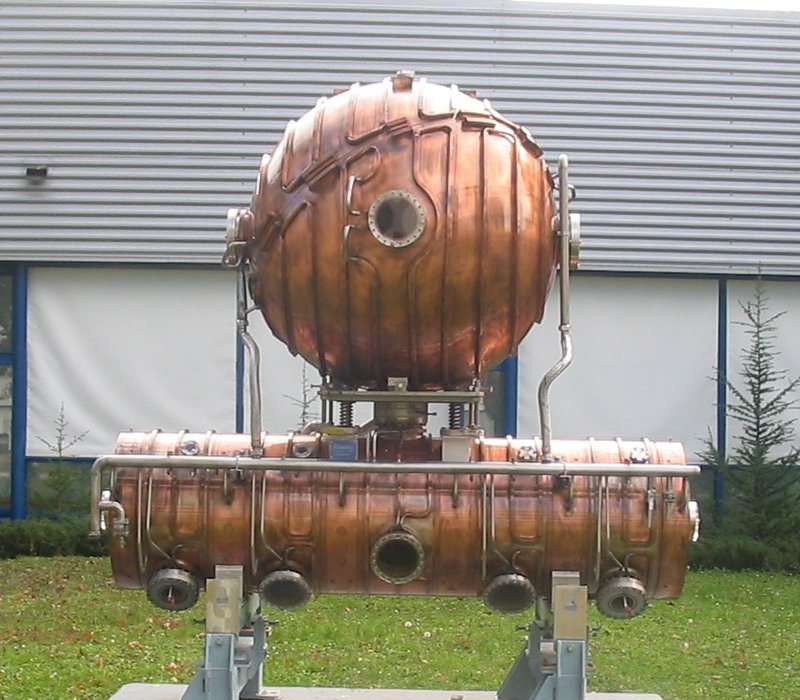
تجويف للموجات الصغرية قديم تابع لمصادم إلكترون-بوزيترون، وهو معروض الآن في متحف تابع لسرن

استخدم المسرع الأكبر للبروتونات (وهو معجل جسيمات قديم) لتسريع الإلكترونات والبوزيترونات لتصل سرعتها قريبا من سرعة الضوء. ثم بعد ذلك تحقن داخل الحلقة. وكما هو الحال في جميع المصادمات الدائرية فإن مصادم إلكترون-بوزيترون يحتوي على العديد من المغناطيسات التي تَبقي الجسيمات المشحونة في مسار دائري (حتى يمكنها ان تبقى داخل الحلقة). يسارع المعجل الراديوي الجسيمات بموجات ذات تردد راديوي (RF) وتربع أقطابها للإبقاء على تركيز حزمة الجسيمات (بمعنى ابقاء الجسيمات متجمعة). وظيفة المعجل هي زيادة طاقة الجسيمات بحيث يمكن إنشاء جسيمات ثقيلة عند ارتطام الجسيمات بعضها ببعض. فعندما تتسارع الجسيمات إلى طاقتها القصوى (حيث تتركز بما يسمى بالعناقيد)، فيتم تكوين عنقود إلكترون وعنقود بوزيترون ليصطدما ببعضهما البعض في إحدى نقاط الاصطدام في الكاشف. ففي اللحظة التي يصطدما فإنهما يتحولان إلى جسيمات افتراضية فوتون أو بوزون زد، ثم ومباشرة تضمحل إلى جسيمات اولية، والتي يمكن ضبطها بواسطة كاشف الجسيمات ضخم.

## الكواشف
لمصادم إلكترون-بوزيترون الكبير أربعة كواشف، بنيت حول أربعة نقاط اصطدام موجودة في قاعات تحت الأرض، الواحد منها بحجم منزل صغير ولها القدرة على تدوين واحصاء الجسيمات عن طريق معرفة طاقتها وزخمها وشحنتها، وبذا يتمكن الفيزيائيين من استدلال التفاعل الذي جرى للجسيم والجسيمات الأولية المساهمة. وقد ازدادت المعرفة بفيزياء الجسيمات مع إجراء التحليل الإحصائي لتلك البيانات. والكواشف الأربعة هي: آلف (Aleph) ودلفي (Delphi) وأوبال (Opal) وإل3 (L3). وبناؤها مختلف عن بعضها البعض للسماح للتجارب التكميلية.

### آلف
آلف هي ترجمة لكلمة ALEPH وهي اختصار ل: Apparatus for LEP PHysics at CERN وتعني أجهزة المصادم الفيزيائية في سرن. ويحدد هذا الكاشف كتلة كلا من البوزونين دبليو وزد خلال جزء من الألف. وحددت قيمة عوائل الجسيمات التي مع النيوترينو الخفيف ب2.982±0.013 وهذا متلائم مع قيمة النموذج العياري وهو 3. وتم قياس توجيه ثابت اقتران ديناميكا لونية كمية على عدة طاقات فوجد انه يعمل وفقا لحسابات مضطربة في الديناميكا لون-كمية.

### دلفي
آلف هي ترجمة لكلمة Delphi وهي اختصار ل: DEtector with Lepton, Photon and Hadron Identification وتعني كاشف التعرف على اللبتونات والفوتونات والهادرونات.

### أوبال
أوبال (OPAL) وهي اختصار ل: Omni-Purpose Apparatus for LEP أجهزة المصادم متعددة الأغراض. وقد فكك هذا الكاشف سنة 2000 لفتح طريق لمعدات مصادم الهدرونات الكبير. ويعاد حاليا استخدام كتل الزجاج الرصاصي لمسعر الكهرومغناطيسي لأنبوب أوبال في تجربة NA62 في سيرن.